# Kurwenal (Hund)

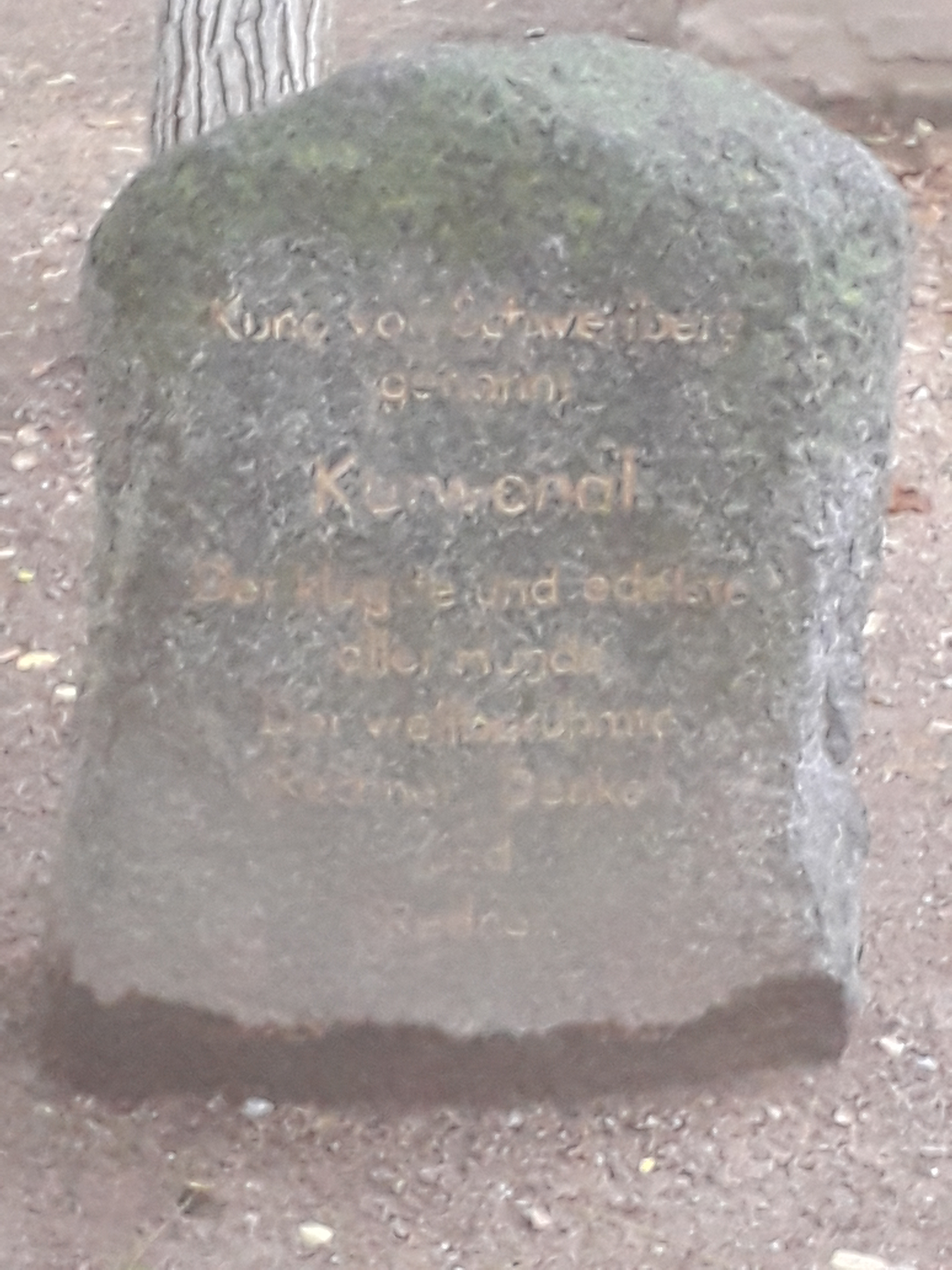
Stein für den Hund Kurwenal

Kurwenal (geb. 16. Januar 1929; gest. 9. Oktober 1937 in Weimar) war der Dackel der Künstlerin Mathilde Freiin von Freytag-Loringhoven. Der Dackel, der eigentlich Kuno von Schwertberg hieß, galt als ein sprechendes Wunder in Weimar. Tierpsychologen und Zirkusleute besuchten ab 1929 den Hund in Weimar. Der Verhaltensforscher und Nobelpreisträger Konrad Lorenz interessierte sich für ihn. Über den Hund wurde eine Monographie veröffentlicht.
In Jena wiederum war dieser Hund Gegenstand in Kontroversen von Gelehrten, die Uwe Hoßfeld thematisierte. Der Beiname des Hundes wurde der Oper Tristan und Isolde von Richard Wagner entlehnt. Der im Garten des Eckgrundstücks Marienstraße 18/Geschwister-Scholl-Straße befindliche Grabstein für Kurwenal trägt die Inschrift: „Kuno von Schwertberg, genannt Kurwenal, der klügste und edelste aller Hunde, der Welt berühmter Rechner, Denker und Redner“. Darunter sind seine Lebensdaten eingemeißelt.
Mathilde von Freytag-Loringhoven besaß auch eine ungewöhnliche Hündin, die sie Isolde nannte, ebenfalls der genannten Oper entlehnt. Die sibirische Klippenspitzhündin konnte angeblich rechnen. Eine Grabstelle von ihr wie bei Kurwenal ist nicht überliefert.